# Piper ovatum
Piper ovatum är en pepparväxtart som beskrevs av Vahl. Piper ovatum ingår i släktet Piper och familjen pepparväxter. Inga underarter finns listade i Catalogue of Life.